# 28052 Lowellputnam
28052 Lowellputnam è un asteroide della fascia principale. Scoperto nel 1998, presenta un'orbita caratterizzata da un semiasse maggiore pari a 2,5304477 au e da un'eccentricità di 0,1790656, inclinata di 1,23517° rispetto all'eclittica.